# Pelidnota instabilis
Pelidnota instabilis är en skalbaggsart som beskrevs av Ohaus 1912. Pelidnota instabilis ingår i släktet Pelidnota och familjen Rutelidae. Inga underarter finns listade i Catalogue of Life.